# Riksmötet 1992/1993
Riksmötet 1992/93 var Sveriges riksdags verksamhetsår 1992–1993. Det pågick från riksmötets öppnande den 6 oktober 1992 till riksmötets avslutning den 10 juni 1993.
Riksdagens talman under riksmötet 1992/93 var Ingegerd Troedsson (M).